# Potočani (Doboj)
Potočani (szerbül: Поточани), település Bosznia-Hercegovinában, a Szerb Köztársaság északi régiójában Doboj községben.

## Fekvése
A település Bosznia-Hercegovina északi részén, Dobojtól légvonalban 7, közúton 9 km-re délre, a Boszna jobb partján és az Ozren-hegység lejtőin, 170-385 méteres magasságban,  található.

## Népessége
| Nemzetiségi csoport | Népesség 1991 | Népesség 2013 |
| ------------------- | ------------- | ------------- |
| Szerb               | 31            | 42            |
| Bosnyák             | 855           | 618           |
| Horvát              | 0             | 0             |
| Jugoszláv           | 8             | 0             |
| Egyéb               | 3             | 4             |
| Összesen            | 897           | 664           |

## Története
A település középkori múltjáról tanúskodott a középkori temető, mely a 20. század elején, a vasút építése során semmisült meg. Mára egyetlen kőemlék maradt belőle.
A település 1878-ig tartozott az Oszmán Birodalomhoz, ekkor a berlini kongresszus határozata alapján az Osztrák-Magyar Monarchia része lett. 1879-ben az első osztrák-magyar népszámlálás során a Maglaji járáshoz és Boljanić községhez tartozó településnek 27 háztartása és 193 muszlim lakosa, lakosa volt. 1910-ben a Maglaji járáshoz tartozó településen 55 háztartást és 281 muszlim lakost találtak. A monarchia szétesésével 1918-ban előbb a Szerb-Horvát-Szlovén Királyság, majd 1929-től a Jugoszláv Királyság része lett. 1921-ben a Maglaji járáshoz tartozó községnek 282 lakosa volt, mind muszlimok. Az 1929-es törvény értelmében, amikor Bosznia-Hercegovinát négy banovinára, Drinskára, Vrbaskára, Zetskára és Primorskára osztották, a település a Vrbaska banovina része lett, amelynek székhelye Banja Luka volt.
A második világháborúban Jugoszlávia megszállása után a Független Horvát Állam (NDH) része lett. A második világháború után 1992-ig a település a szocialista Jugoszlávia keretében a Bosznia-Hercegovinai Népköztársaság része volt. A boszniai háborút lezáró daytoni békeszerződés rendelkezése alapján az ország területét felosztották a Bosznia-hercegovinai Föderáció és a boszniai Szerb Köztársaság között.  A békeszerződés utáni területmegosztási megállapodás értelmében a Boszniai Szerb Köztársasághoz és Doboj községhez került.

## Nevezetességei
- A szomszédos Ševarlije faluval közös mecsetet 1856-ban építették, a boszniai háború idején a szerbek lerombolták, a tető és a minaret sérült meg a legnagyobb mértékben. Az újjáépítés 2002-ben kezdődött és 2004-ben fejeződött be. Ma a mecsetnek van egy minaretje két sereffel. Ez a ševarlije-potočani gyülekezet egy mektebbel is rendelkezik, amelyet szintén felújítottak.[9]

- Mramor na Kuznom Groblju – középkori temető maradványai a Boszna jobb partján fekvő területen. A különböző formájú sírkövekből álló temető a vasútállomás és a vasúti pálya építése során megsemmisült. A stećakok közül egyetlen, oromzatos formájú sírkő maradt fenn, mely 20-25 méterre volt a vasúti pályától, ahol ma is megtalálható. A kőemléket a helyiek „Mramor”nak nevezik.[5]